# Українсько-багамські відносини
Українсько-багамські відносини — відносини між Україною та Співдружністю Багамських Островів. 
Багами визнав незалежність України 27 вересня 2003 року, того ж дня країни встановили дипломатичні відносини.
За відносини зі Співдружністю Багамських Островів відповідає Постійне представництво України при ООН.

## Історія
Багами підтримали і стали співавтором п’яти резолюцій 11-ї Надзвичайної спеціальної сесії ГА ООН: “Агресія проти України” (2 березня 2022), “Гуманітарні наслідки агресії проти України” (24 березня 2022), «Призупинення прав, пов’язаних з членством Російської Федерації в РПЛ» (7 квітня 2022), «Територіальна цілісність України: захист принципів Статуту ООН» (12 жовтня 2022), «Принципи Статуту ООН, що лежать в основі досягнення всеосяжного, справедливого та міцного миру в Україні» (23 лютого 2023).
Водночас, делегація Багам заявила про спільну позицію країн КАРІКОМ «утриматися» під час голосування резолюції «Забезпечення засобів правового захисту та репарацій у зв’язку з агресією проти України» (14 листопада 2022).
Поряд із підтримкою низки резолюцій ГА ООН, багамська сторона також підтримала ухвалення в рамках КАРІКОМ заяв від 24 лютого та 3 березня 2022 року із засудженням вторгнення РФ в Україну і закликом до Росії негайно вивести свої війська з території України, а також заяви КАРІКОМ від 2 травня 2023 року, в якій висловлена глибока стурбованість негативним впливом російського вторгнення на енергетику, ядерну безпеку, довкілля і глобальну продовольчу безпеку.

## Торгівля
За підсумками 2022 року товарообіг між Україною та Багамами склав 126 тис. дол. США, зокрема український експорт – 124 тис. дол. Основними видами товарної структури експорту України до Багамських островів були продукти харчової промисловості.